# Burgruine Serviezel (Ramosch)
Die Burgruine Serviezel ist die Ruine einer Höhenburg auf dem Gebiet der Gemeinde Valsot östlich von Ramosch im Unterengadin im schweizerischen Kanton Graubünden.

## Lage
Sie befindet sich neben einem Kieswerk am linken Ufer des Inn. Die Ruine ist nicht zu verwechseln mit der gleichnamigen Ruine Serviezel bei Martina.
Erhalten ist das Fundament eines Turmes mit einer Mauerstärke von 1,8–2,4 m. Der Zugang lag vermutlich auf der Westseite der Burg.

## Geschichte
Über die Entstehung der Burganlage ist nicht viel bekannt. Man bringt sie in Verbindung mit dem Herrn von Wetzel/Wezzilo/Wezelo, welcher bei Ramosch zwischen 1150 und 1190 mehrfach bezeugt ist. Dieser hatte drei Brüder: Dietmar, Nannes I. und Swiker II. Es wäre anzunehmen, dass diese Generation neue Wohnsitze für Familienmitglieder erbauen liess.
Der Familie bei Ramosch gehörten nachweislich Güter im Weiler Seraplana und in der Ebene Valgrisch.